# North Crossett
North Crossett é uma Região censo-designada localizada no estado americano de Arkansas, no Condado de Ashley.

## Demografia
Segundo o censo americano de 2000, a sua população era de 3581 habitantes.

## Geografia
De acordo com o United States Census Bureau, a localidade tem uma área de 26,7 km², dos quais 26,6 km² cobertos por terra e 0,1 km² cobertos por água.

## Localidades na vizinhança
O diagrama seguinte representa as localidades num raio de 32 km ao redor de North Crossett.